# آیین نوروز در بین کردهای خراسان
آیین نوروز در بین کردهای کرمانج در گذشته از یک ماه مانده به نوروز شروع می‌شود، کردهای خراسان با آداب خاص خود را برای برپایی هر چه باشکوه‌تر مراسم نوروز آماده می‌کردند، ولی تغییرات تدریجی باعث شده تا خیلی از این آداب و سنن در معرض فراموشی باشند. به نظر می‌رسد ورود فناوری و عناصری از مدرنیته به روستاها، بسیاری از مرزها و ساختارهای کهن شکسته شده‌است. بخشی از این آداب و آئیین‌ها که در گذشته معمول بوده عبارتند از.

## هفده مال
۱۷روز مانده به عید باستانی نوروز هر یک از اعضای خانواده برای خود تکه سنگی کوچک را انتخاب می‌کنند و آن را درنقطه‌ای روی زمین قرار داده، بعد از اینکه سال جدید رسید هر کس به سراغ سنگش می‌رود. اگر در زیر سنگ‌ها سبزه روئیده باشد، نشان از سالی پرباران و پر از خیر و برکت خواهد بود. چنانچه زیر سنگ خشک و بدون رویش گیاهی باشد نشان از سالی سخت همراه با خشکسالی خواهد بود.

## سبزی
معمولاً دو هفته مانده به سال نو، هر خانواده‌ای شروع به گذاشتن سبزه می‌کنند. بدین صورت که مقداری گندم یا جو را در ظرفی گذاشته و مرتب آن را مرطوب نگه می‌دارند. پس از چند روز سبزه‌ها جوانه می‌زنند و به مرور تبدیل به سبزی سفره عید می‌شوند.
از دیگر کاربردهای جوانه سبزه در ایام نوروز، سمنو پزان می‌باشد. سمنو به همراه سبزی بخشی از سین‌های سفره نوروزی کرمانج‌های شمال خراسان را تشکیل می‌دهند.

## خانه تکانی
معمولاً یک هفته مانده به عید نوروز مراسم خانه تکانی انجام می‌شود. کرمانج‌ها اعتقاد دارند همراه با ورود نوروز تمیز کردن خانه و بیرون آوردن فرش‌ها و سایر لوازم پاکی و طراوت به منازلشان بیاورند. زنان با همکاری همسایه‌ها کلیه وسایل زندگی را از خانه بیرون آورده و در معرض نور خورشید قرار می‌دهند تا آفتاب به آن‌ها بتابد و کهنگی از آن‌ها دور شود.

## دانو پزی
تقریباً دو هفته مانده به عید نوروز در شبی خاص مردم کرمانج اقدام به پخت غذایی به نام «دانو» می‌کنند. محتویات این غذا که عبارت است از گندم، نخود، عدس و ادویه می‌باشد. پس از آماده شدن دانو مهره‌ای آبی رنگ را داخل ظرف دانو می‌اندازند. آنگاه مادر خانواده با قاشقی بزرگ غذا را به نام هریک از اعضای خانواده بر می‌دارد. از کوچکترین فرد خانواده شروع می‌کند به اسم بردن، مهره به نام هر کسی که درآید آن سال به نام آن فرد خواهد بود. اگر فرد مورد نظر دارای خصوصیات اخلاقی خوب باشد سال خوب و پربرکتی در انتظارشان خواهد بود.

## آخرین چهارشنبه سال
چنین رسم است که چهارشنبه شب مردم کرمانج ابتدا به دیدار اهل قبور می‌روند وضمن قرائت قرآن برای مردگانش، طلب آمرزش می‌کنند. همچنین مردم در این روزحمام می‌روند وخودرابرای مراسم شب آخرین چهارشنبه سال، آماده می‌کنند. در این شب، هرچند خانواده باهم قرآن‌ها رابرروی سه‌پایه‌هایی به اندازه قد انسان می‌گذارند ودرموقع اذان مغرب با بوسیدن کتاب خدا از زیر سه‌پایه عبورمی‌کنند. این عمل راسه مرتبه انجام می‌دهند، در واقع این کار دور اندازی پلیدی‌ها، تجدید بیعت باقرآن کریم و شروع سال نو در پناه قران می‌باشد تادرسال نو طروات و پاکی به آن‌ها هدیه کند. ازدیگرمراسم این شب، عده‌ای پس ازنیت خانه‌هایی که درب آن‌ها به طرف قبله است را انتخاب می‌کنند، شب به کناردرب این خانه هارفته و بدون اینکه صاحبخانه متوجه شود، به صحبت‌های آنهاگوش می‌دهند. اگردرخانواده صحبت ازنیکی وکارهای خوب باشد، بر این باورند که نیت فردگوش دهنده برآورده می‌شود.

## سفره نوروزی
این سفره عبارت است ازسفره‌ای پارچه‌ای که توسط زنان کرمانج بافته می‌شود ودارای نقش ونگارها وظرافت‌های خاصی است. بر روی این سفره نوروزی (قرآن، آب، سیر، سمنو، سیب، سکه، سبزی، شیرینی و…) می‌چینند. این سفره معمولاً در اتاق پذیرایی توسط دختران جوان چیده می‌شود. هم‌زمان با سال تحویل تمام اعضای خانواده دورتا دور این سفره می‌نشینند و سال نو با خوبی و صمیمیت شروع می‌کنند.

## روزنوروز
دراین روزهمه شادوخوشحالند، کوچکترها لباس نومی پوشند، بزرگترها، به دیداریکدیگر می‌روند و به کوچکترها عیدی می‌دهند. همه سال نورا تبریک می‌گویند. همچنین در این روز مردم به دیدارخانواده‌هایی می‌روند که عضوی از خانواده‌شان از بین رفته باشد، به آن‌ها تسلیت گفته وآرزوی سالی خوب رابرای آنان دارند. همچنین در ایام نوروز، خانواده‌هایی که نوعروس دارند، برای عروسشان هدیه‌ای تهیه کرده وطی مراسم خاصی آن را به خانواده عروس می‌برند.
امادرشب نوروز، نوجوانان هم بیکارنمانده وریسمانی راتهیه می‌کنند و دستمالی را به سرآن گره زده، خود را به روی بام خانه همسایه‌ها می‌رسانند. در خانه‌های قدیمی معمولاً سوراخی بر روی پشت بام تعبیه می‌شد که محل عبور دود اجاق بود. ریسمان از سوراخ بخاری یا اجاق به داخل خانه می‌اندازند، صاحب خانه هم شیرینی برایشان می‌گذارد. ازدیگرتفریحات مردمان کرمانج اجرای ورزش کشتی چوخه است که درایام نوروز انجام می‌شود. کشتی چوخه، که خاص شمال خراسان است ازجذابیت خاصی برخورداراست که نوجوانان وجوانان درایام نوروزی با اجرای این منش پهلوانی به ورزش می‌پردازند.